# El Provencio
El Provencio è un comune spagnolo di 2 526 abitanti situato nella comunità autonoma di Castiglia-La Mancia.